# Peter Thomson (Golfspieler)
Peter William Thomson AO CBE (* 23. August 1929 in Melbourne; † 20. Juni 2018 ebenda) war ein australischer Profigolfer, der The Open Championship fünf Mal gewann. Er war der einzige Golfer, der im 20. Jahrhundert die Open Championship dreimal in Folge (1954 bis 1956) für sich entscheiden konnte; die zwei weiteren Siege kamen in den Jahren 1958 und 1965 hinzu.
Seine weltweit errungenen Titel beinhalteten zehn verschiedene Nationale Meisterschaften, darunter alleine neunmal die Neuseeländischen und dreimal die Australischen. In den USA spielte Thomson eher wenig, er gewann lediglich ein Event auf der PGA TOUR und seine besten Platzierungen in den Majors, die dort ausgetragen werden, waren ein vierter Rang bei den U.S. Open im Jahre 1956 und ein fünfter Platz beim Masters 1957. Die PGA Championship spielte er nie.
Als Senior spielte Thomson dann doch in Nordamerika, verbuchte auf der Champions Tour – damals noch Senior PGA Tour – in der Saison 1985 neun Erfolge (ein noch ungebrochener Rekord) und gewann überlegen die Geldranglistenwertung.
Der letzte Sieg gelang ihm 1988 beim British PGA Senior Tournament.
Im selben Jahr wurde er in die World Golf Hall of Fame aufgenommen. Er war auch Ehrenmitglied des Royal and Ancient Golf Club of St Andrews.
Peter Thomson war von 1962 bis 1994 Präsident der australischen PGA. Er führte das Internationale Team beim Presidents Cup 1996, 1998 und 2000 als Kapitän (non-playing captain) an.

## Turniersiege
- 1950: New Zealand Open
- 1951: Australian Open, New Zealand Open
- 1953: New Zealand Open, New Zealand PGA Championship
- 1954: The Open Championship, News of the World Match Play, Canada Cup (mit Kel Nagle)
- 1955: The Open Championship, New Zealand Open
- 1956: Texas International Open (PGA Tour), The Open Championship
- 1957: Yorkshire Evening News Tournament
- 1958: The Open Championship, Dunlop Tournament (United Kingdom), Daks Tournament
- 1959: Canada Cup (mit Kel Nagle), New Zealand Open, Italian Open, Spanish Open
- 1960: Yorkshire Evening News Tournament, New Zealand Open, Daks Tournament, Bowmaker Tournament, New Zealand Open, German Open, Hong Kong Open
- 1961: British PGA Match Play Championship, Yorkshire Evening News Tournament, Dunlop Masters, Esso Golden, New Zealand Open
- 1962: Piccadilly Tournament, Martini International
- 1963: Indian Open
- 1964: Philippine Open
- 1965: The Open Championship, Daks Tournament, Hong Kong Open, New Zealand Open
- 1966: British PGA Match Play Championship
- 1967: New Zealand Caltex Tournament, British PGA Match Play Championship, Alcan International, Australian PGA Championship, Australian Open, Hong Kong Open
- 1968: Dunlop Masters (United Kingdom)
- 1972: Australian Open, Wills Tournament (United Kingdom)
- 1973: Victorian Open (Australien)
- 1976: Indian Open

Major Championships sind fett gedruckt.

## Senioren-Turniersiege
Champions Tour
- 1984: WBTV World Seniors Invitational
- 1985: Vintage Invitational, American Golf Carta Blanca Johnny Mathis, MONY Senior Tournament of Champions, Champions Classic, Senior Players Reunion Pro-Am, MONY Syracuse Senior Classic, du Maurier Champions, United Virginia Bank Seniors, Suntree Senior Classic

European Seniors Tour
- 1984: PGA Seniors’ Championship
- 1988: Senior British Championship

## Auszeichnungen
- 1957: Member des Order of the British Empire in Anerkennung seiner Verdienste für Australien im sportlichen und internationalen Bereich[1]
- 1979: Commander des Order of the British Empire[2]
- 1985: Aufnahme in die Sport Australia Hall of Fame[3]
- 1988: Aufnahme in die World Golf Hall of Fame[4]
- 2001: Centenary Medal[5]
- 2001: Officer des Order of Australia für seine Verdienste um den Golfsport als Spieler und Funktionär sowie für die Gemeinschaft[6]